# Hans Rostrup
Hans Rostrup (26. juli 1937 – 16. januar 2005) var en dansk skuespiller.
Han var søn af skuespilleren Blanche Funch og instruktøren Asmund Rostrup. Han fik sin uddannelse på Teaterdirektørforeningens elevskole fra 1958 til 1960.
Hans Rostrup var gift med Sus Rostrup sammen fik de to sønner.

## Filmografi
- Ung kærlighed (1958)
- Sommer i Tyrol (1964)
- Den forsvundne fuldmægtig (1971)
- Den korte sommer (1976)
- Rend mig i traditionerne (1979)
- Attentat (1980)